# Утсйоки
У́тсйоки (фин. Utsjoki, северносаам. Ohcejohka, инари-саам. Uccjuuhâ, колтта-саам. Uccjokk) — община (коммуна) на севере Финляндии, расположена в северной части провинции Лапландия. Площадь составляет 5371 км².
Единственный финский сосед Утсйоки — Инари. На севере Утсйоки граничит с Норвегией, где границами являются Карасйок, Тана и Нессебю.
Утсйоки — самый северный муниципалитет Финляндии и Европейского Союза. Самая северная точка Европейского Союза отмечена границей с Нуоргамом. Долина Утсйоки была выбрана в качестве одного из национальных ландшафтов Финляндии и является одним из ценнейших национальных ландшафтов Финляндии.

## География

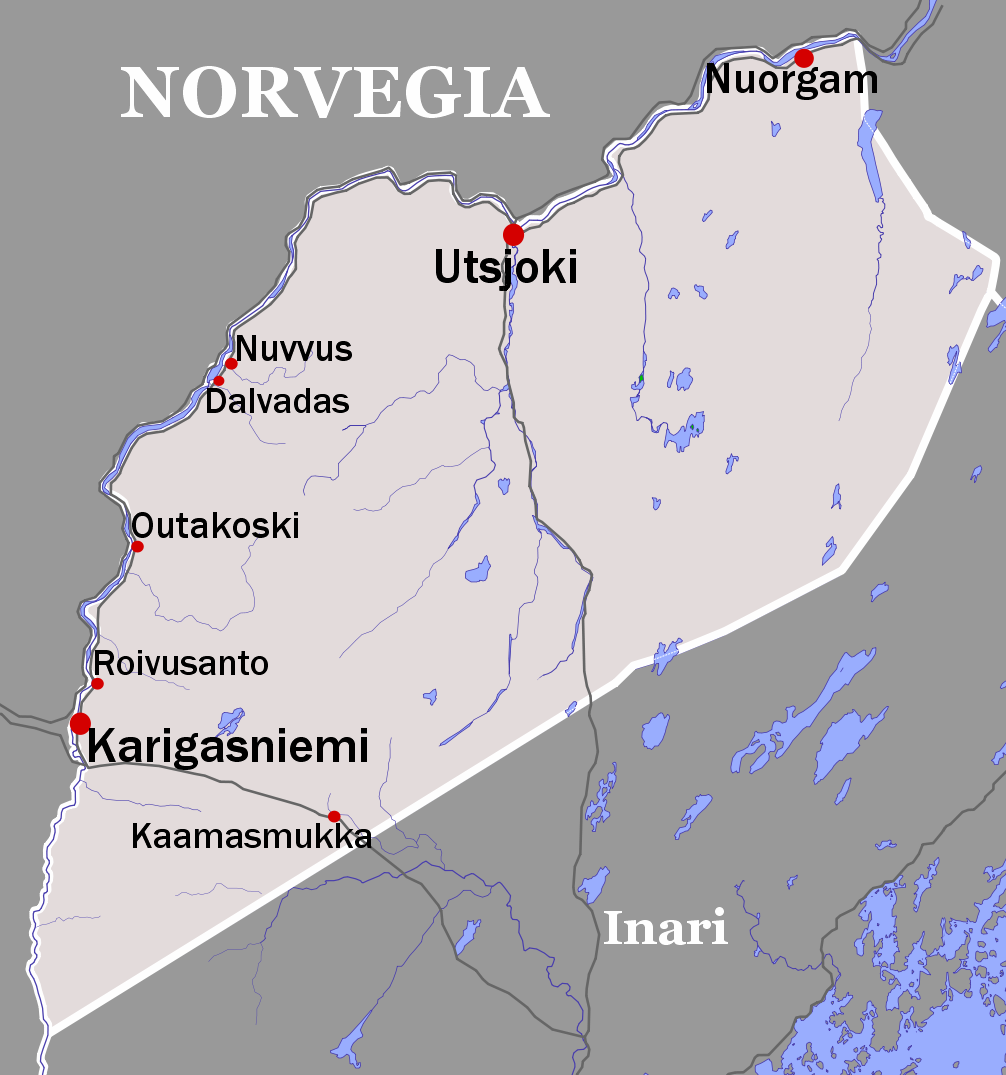
Карта общины

Утсйоки граничит с норвежскими коммунами Карасйок и Нессебю, а также с финской общиной Инари.
Граница с Норвегией проходит по реке Танаэльв, впадающей в Северный Ледовитый океан. Из-за богатства лососёвыми река является популярным местом рыбалки. Расстояние от Утсйоки до Рованиеми составляет 453 км, а расстояние до столицы страны, города Хельсинки — 1267 км.
Самая северная деревня Финляндии и всего Евросоюза — Нуоргам, является также и самым северным сухопутным пограничным пунктом. Через общину проходит Европейский маршрут E75, который продолжается далее через Лапландский мост на территорию Норвегии. Община Утсйоки вместе с общинами Инари и Соданкюля является инициатором проекта «Арктический коридор» по строительству железной дороги от Рованиеми до Киркенеса.
На территории Утсйоки находится заповедник Кево (Кевон), охватывающий 712 км² территории общины и включающий 63 км пешеходных маршрутов. В заповеднике имеется каньон реки Кевойоки (Kevojoki) длиной около 40 км и глубиной 80 м.
Внутренние воды охватывают 202,93 км², что составляет менее 4 % от общей площади Утсйоки. Все озёра общины относительно малы, наиболее значительные из них — Пулманкийярви (12 км²), к югу от Нуоргама, на границе с Норвегией, а также озеро Луомусъярви в заповеднике Кево.
В зимний период полярная ночь длится на этой широте два месяца.

### Деревни

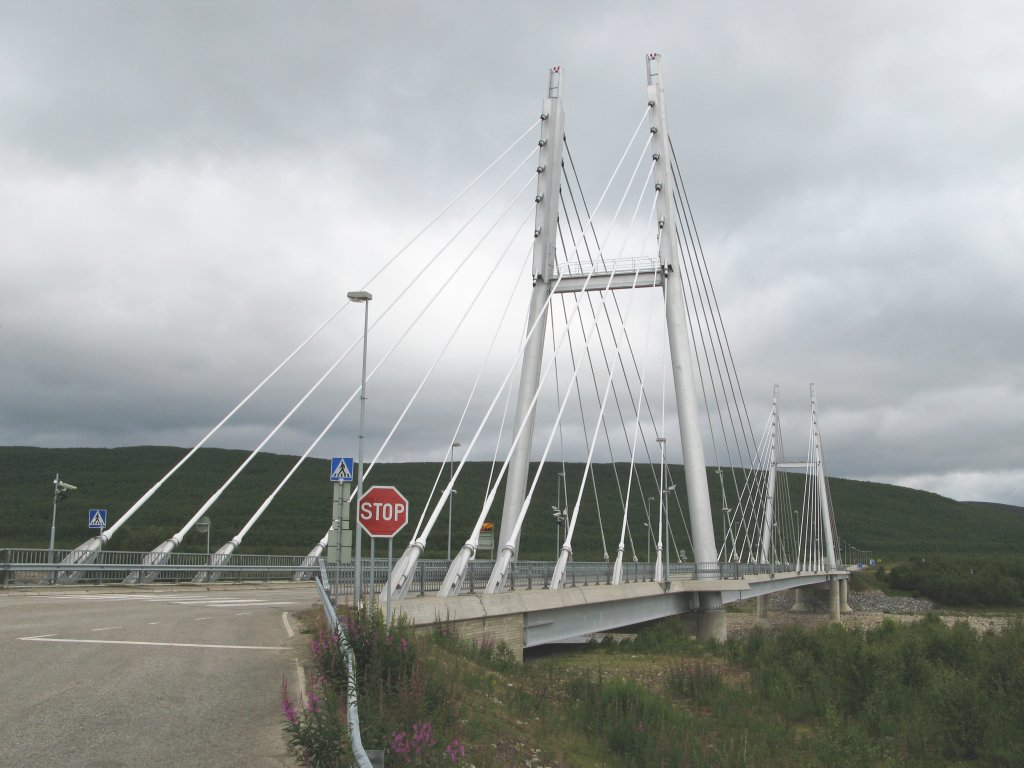
Лапландский мост на финско-норвежской границе

На территории общины находятся следующие деревни: Нуоргам, Утсйоки, Нуввус, Далвадас, Оутакоски, Ровисуванто, Каригасниеми и Каамасмукка. Общинным центром является деревня Утсйоки с населением около 642 человека. Другие 2 крупные деревни — Каригасниеми (в 102 км к юго-западу от центра общины) и Нуоргам (43 км к северо-востоку от центра общины). Их население соответственно составляет 315 и 214 человек.

## Население
Население по данным на 30 сентября 2012 года составляет 1292 человека; по данным на 2000 год оно насчитывало 1394 человека. Плотность населения — 0,25 чел./км². Финский и северносаамский языки имеют в общине официальный статус. Утсйоки — община с самой большой долей саамоязычного населения в Финляндии — 46,6 %. 51,6 % населения считает родным языком финский; 0,2 % — шведский и 1,7 % — другие языки. Доля лиц в возрасте до 15 лет составляет 13,8 %; лиц в возрасте старше 65 лет — 20,3 %.
В Утсйоки находится Секретариат Союза Саамов — международной общественной организации, объединяющей саамские организации тех стран, в которых проживают саамы — Норвегии, России, Финляндии и Швеции.
| 1970 | 1975 | 1980 | 1985 | 1990 | 1995 | 1998 | 2000 | 2002 | 2004 | 2006 | 2008 | 2010 | 2011 |
| ---- | ---- | ---- | ---- | ---- | ---- | ---- | ---- | ---- | ---- | ---- | ---- | ---- | ---- |
| 1384 | 1438 | 1479 | 1548 | 1514 | 1568 | 1457 | 1394 | 1402 | 1367 | 1361 | 1322 | 1304 | 1308 |

Утсйоки — родина саамской поэтессы Ингер-Мари Айкио-Арианайк.

## Климат
| Климат Утсйоки          | Климат Утсйоки | Климат Утсйоки | Климат Утсйоки | Климат Утсйоки | Климат Утсйоки | Климат Утсйоки | Климат Утсйоки | Климат Утсйоки | Климат Утсйоки | Климат Утсйоки | Климат Утсйоки | Климат Утсйоки | Климат Утсйоки |
| Показатель              | Янв.           | Фев.           | Март           | Апр.           | Май.           | Июнь           | Июль           | Авг.           | Сен.           | Окт.           | Нояб.          | Дек.           | Год            |
| ----------------------- | -------------- | -------------- | -------------- | -------------- | -------------- | -------------- | -------------- | -------------- | -------------- | -------------- | -------------- | -------------- | -------------- |
| Абсолютный максимум, °C | 3,7            | 3,2            | 0,3            | 8,5            | 30,5           | 31,7           | 29,2           | 25,6           | 21,4           | 10,5           | 1              | 4,2            | 14,1           |
| Средний максимум, °C    | -5,1           | -5,3           | -6,5           | 2,6            | 13,6           | 20,3           | 18,9           | 18,5           | 12,9           | 2,4            | -2,1           | -4,2           | 5,5            |
| Средняя температура, °C | -10,7          | -10,4          | -13,7          | -2,3           | 8,1            | 13,9           | 14             | 13,1           | 8,7            | -0,2           | -6,3           | -8,7           | 0,4            |
| Средний минимум, °C     | -16,3          | -16,1          | -22,4          | -8,9           | 1,4            | 8,2            | 8,6            | 7,4            | 4,1            | -3,3           | -11            | -13,6          | -5,1           |
| Абсолютный минимум, °C  | -35,3          | -32,6          | -35,6          | -24,2          | -4,6           | 2,2            | 2,9            | 1,3            | -2,6           | -12,3          | -20,3          | -27,4          | 15,7           |
| Норма осадков, мм       | 28             | 26             | 26             | 25             | 14             | 21             | 21             | 20             | 15             | 26             | 26             | 31             | 279            |

## Политика
По результатам муниципальных выборов 2012 года доля женщин в муниципальном совете Утсйоки является наименьшей в Финляндии (среди 15 членов совета — лишь одна женщина).
| Партия                | Результаты выборов 2008 | Места |
| --------------------- | ----------------------- | ----- |
| Финляндский центр     | 47,1 %                  | 8     |
| Саамы                 | 25,5 %                  | 4     |
| Национальная коалиция | 16,2 %                  | 2     |
| Социал-демократы      | 5,7 %                   | 1     |

Результаты парламентских выборов 2011 года:
- Финляндский центр — 39,7 %
- Национальная коалиция — 17,0 %
- Истинные финны — 16,6 %
- Социал-демократическая партия Финляндии — 9,1 %
- Левый союз — 7,0 %
- Зелёный союз — 3,8 %
- Шведская народная партия — 2,9 %
- Христианские демократы — 2,6 %
- Коммунистическая партия Финляндии — 1,2 %
- Другие партии — 0,3 %

## Галерея

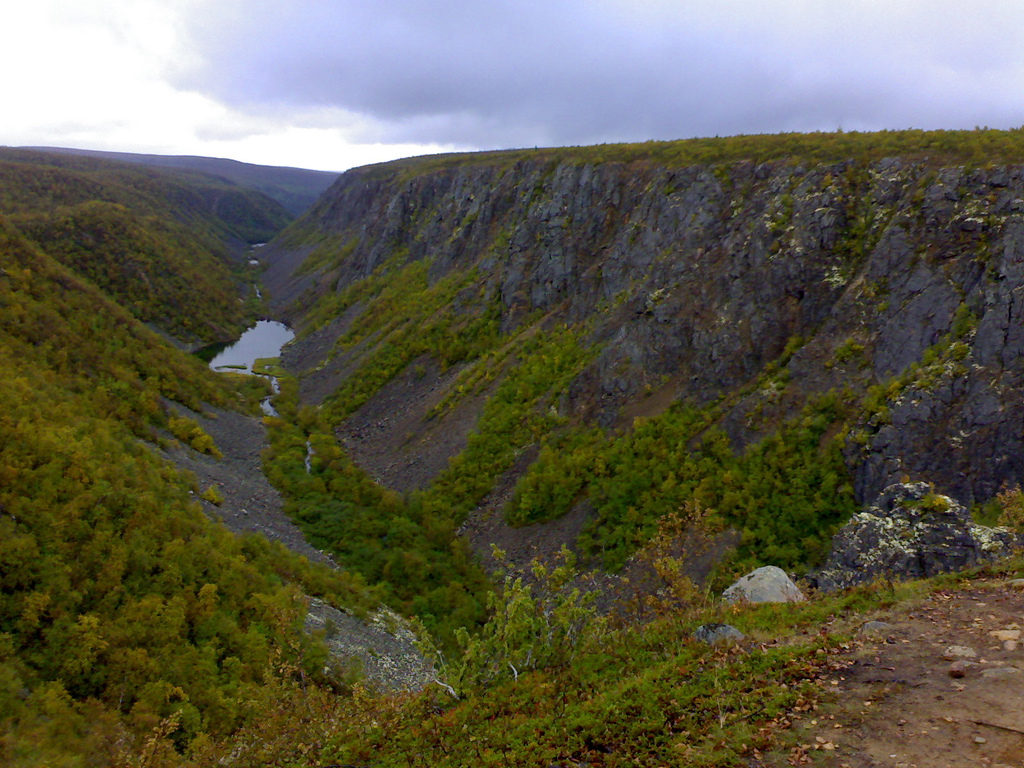
Каньон Кево
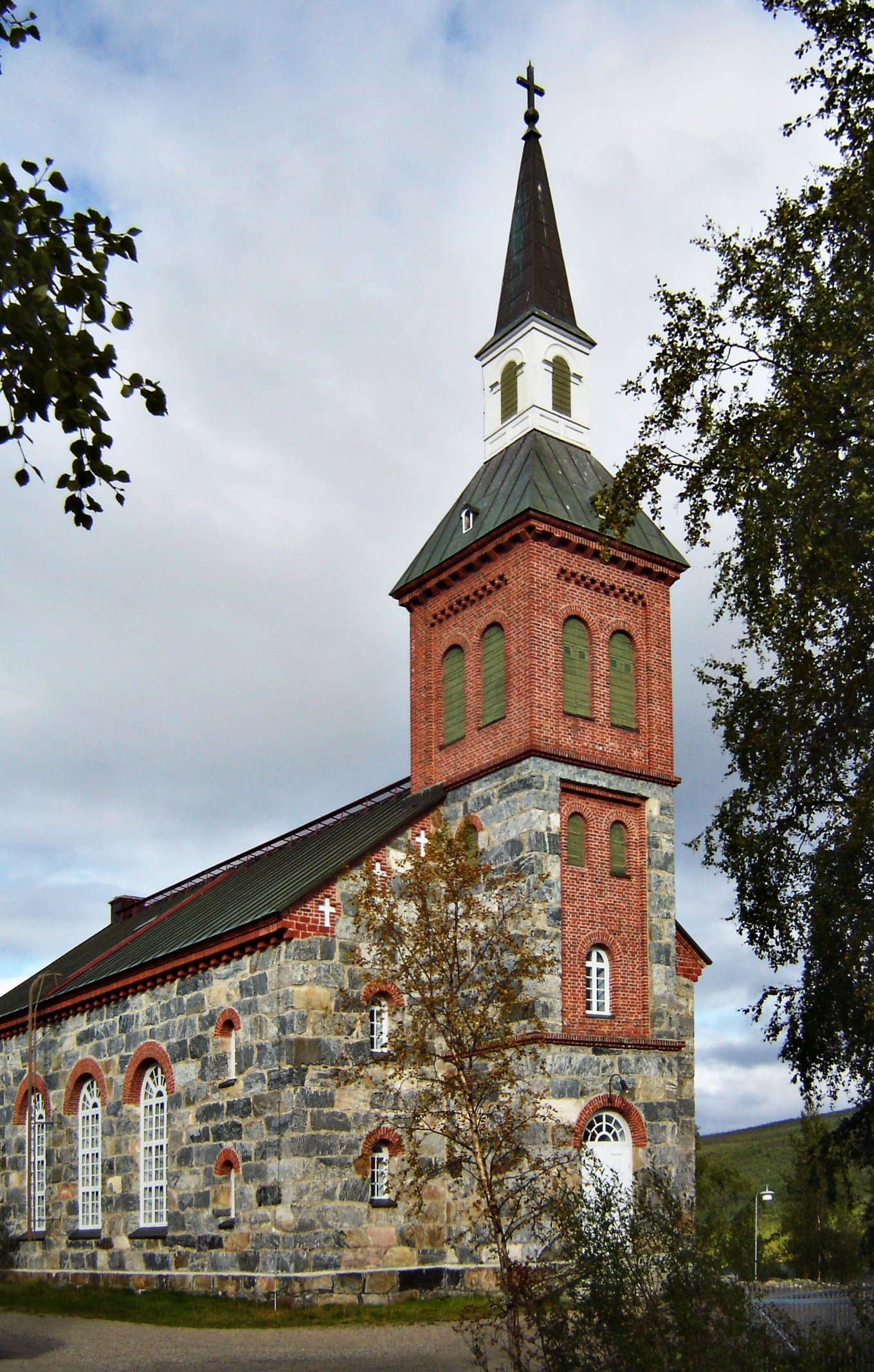
Церковь в Утсйоки
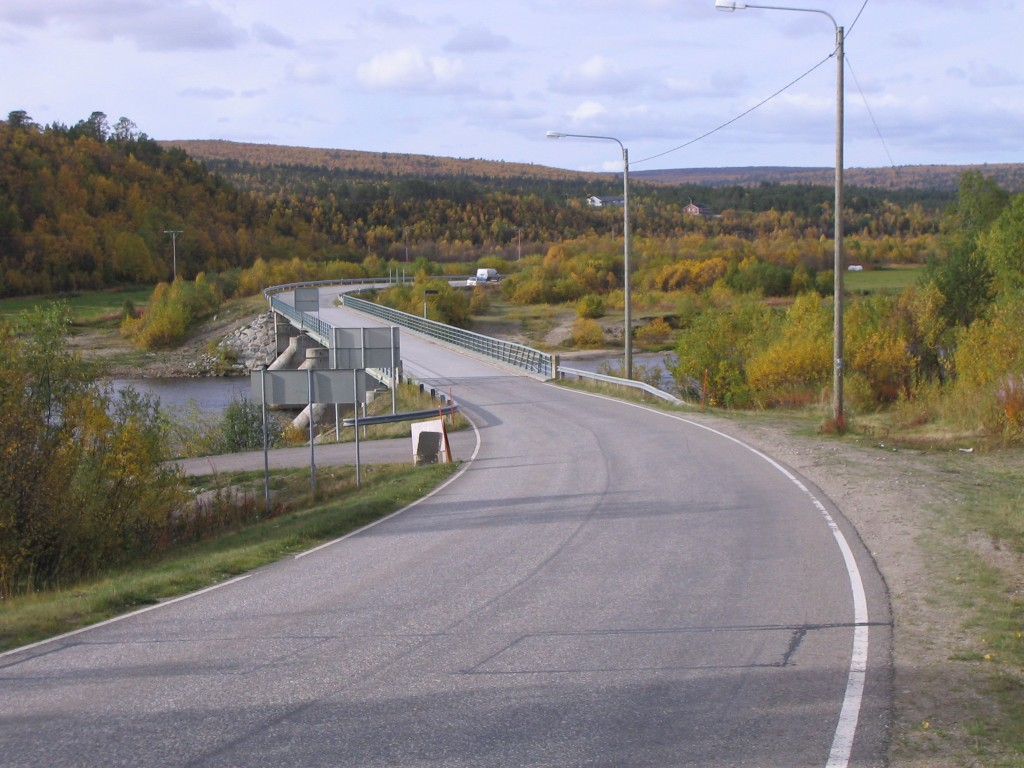
Мост на финско-норвежской границе в деревне Каригасниеми
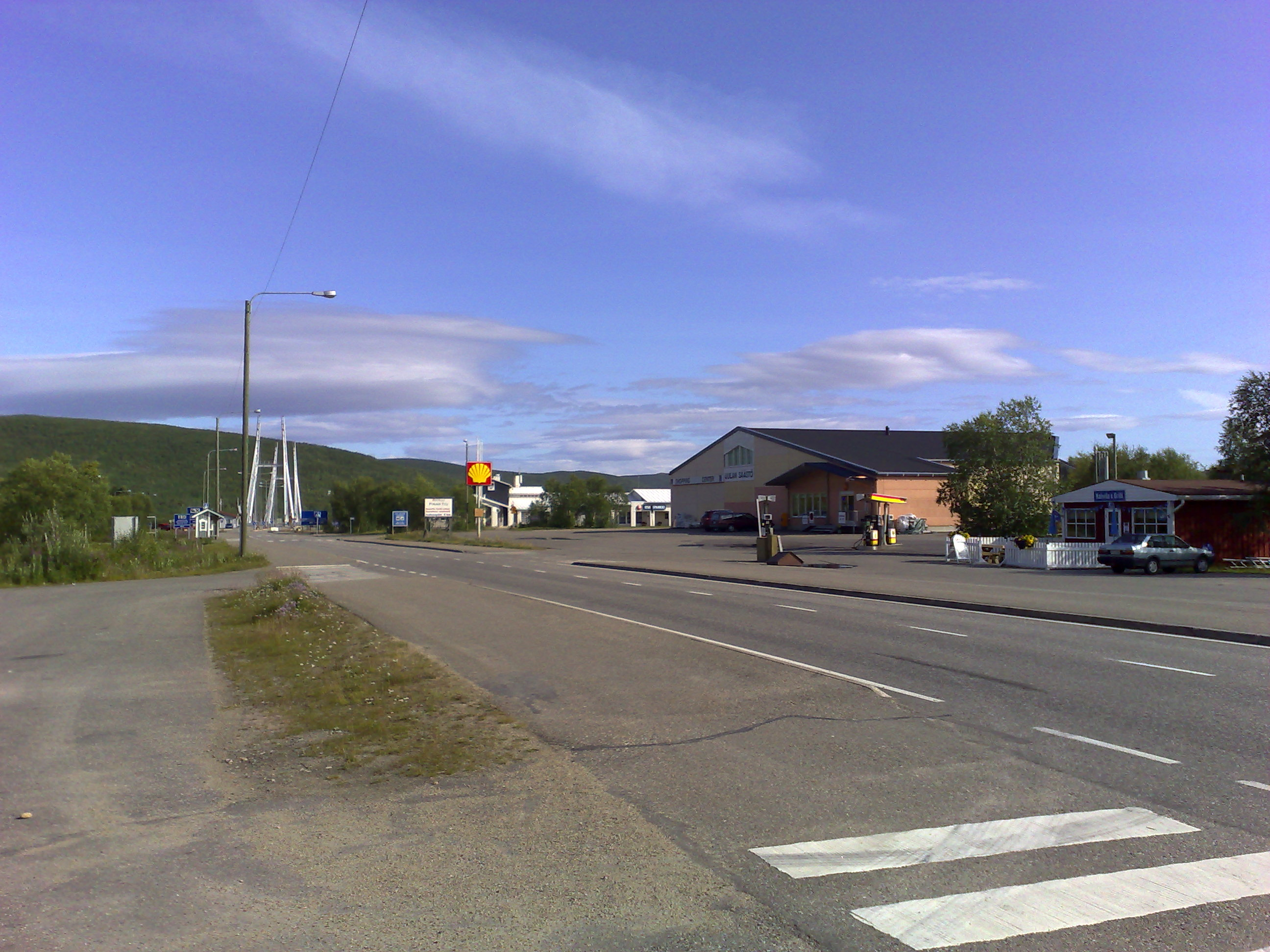
Шоссе №4 в Утсйоки
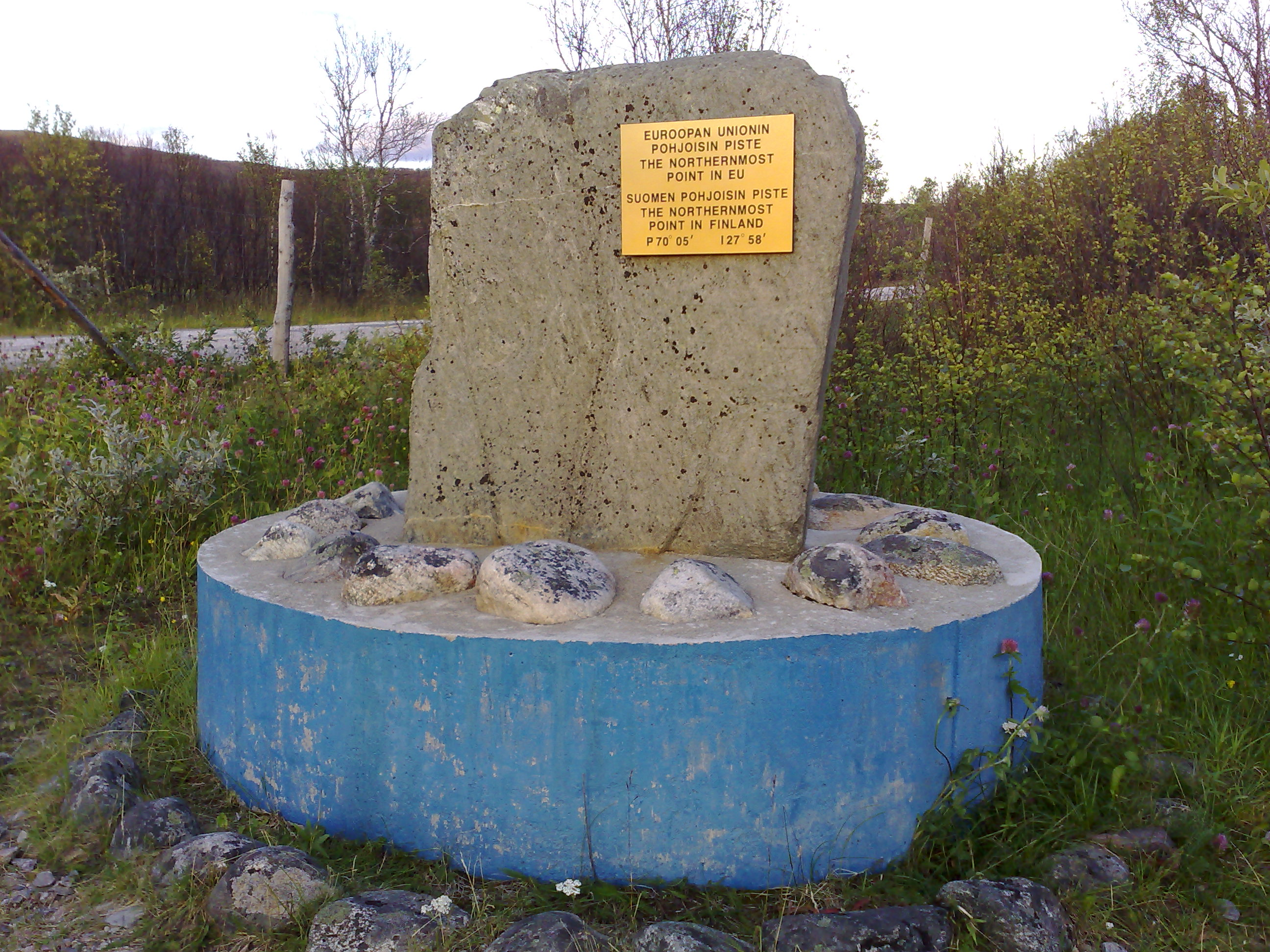
Самая северная точка ЕС